# Infantry
Infantry
1. 英語で「歩兵」「歩兵隊」を意味する。
2. アメリカ・ソニーオンラインエンタテインメントが提供するオンラインゲーム。本稿で詳述。

Infantry（インファントリー）は、アメリカのソニーオンラインエンタテインメントが提供するWindows専用のオンライン2Dアクションゲーム。
ソニーオンラインエンタテインメントは、ソニーの子会社であるが、Infantryは全く日本語化されておらず、日本語化パッチも用意されていない。
ゲームでのチャットは主に英語が使われるが、日本人が多くいるチャットチャンネルでは、ローマ字による日本語でのチャットが行われている。
このゲームは、見下ろし型の戦争ゲームとなっており、一人の兵士（プレイヤー）となって、時には味方と協力し、目的を達成したり、敵と戦ったりするといった内容がほとんどである。なお、以前は課金制であったが、現在は、完全な無料でプレイ可能となっている。
プレイするには「Station LaunchPad」をダウンロードし、Station.comのアカウント（無料）を作成して、ログイン後に「Infantry」を選択し、利用規約に同意すると、「Infantry」内のゲームの一覧が表示される。Aliasにプレイヤーの名前を入れ、プレイしたいゲームを選択するとダウンロードが始まり、自動的にゲームに（Specモードとして）参加することができる。
Station LaunchPadからは、Infantryの他に、Cosmic RiftやTanarusといった、他のオンラインゲームに接続することができる。
操作方法はキーボード、マウス、ゲームコントローラの3通りがあり、それらを併用することが可能である。
キーコンフィグ機能が充実しており、プレイヤーの様々なニーズに応えてくれる所は、現在のゲームには無い配慮だといえる。なお、キーを同時に4つ押したりする場面が多々存在するため、Nキーロールオーバー対応などのキーボードが必要となってくる。同時押しが3キー間だけの対応であるキーボードでは、かなり苦戦を強いられる。
必要とされるパーソナルコンピュータのスペックは低く、日本からモデム接続で繋いでも快適に動作する。
必要PCスペック
- Pentium90 , 16MB RAM , 28.8kbpsモデム , 2MBビデオカード , Windows 9x以降